# Orlando Galo
Orlando Moisés Galo Calderón (* 11. August 2000 in Puntarenas) ist ein costa-ricanischer Fußballspieler.

## Karriere

### Verein
Er startete seine Karriere bei LD Alajuelense und ging hier Anfang 2018 von der U20 in die erste Mannschaft über. Nach einem Jahr folgte dann sein Wechsel zu CS Herediano. Ende Oktober 2022 wurde er zunächst provisorisch von der FIFA, weil bei ihm Steroide nachgewiesen werden konnten. Im März 2023 wurde er schließlich rückwirkend zum 19. Oktober 2022 für ein Jahr gesperrt.

### Nationalmannschaft
Sein Debüt in der costa-ricanischen Nationalmannschaft hatte er am 7. Oktober 2021 bei einem 0:0 gegen Honduras während der Qualifikation für die Weltmeisterschaft 2022. Hier wurde er in der 81. Minute für Celso Borges eingewechselt. Danach kam er auch noch bei weiteren Spielen der Qualifikation zum Einsatz. Am Ende gelang es ihm auch sich mit seiner Mannschaft für die Endrunde zu qualifizieren. Da er im Oktober 2022 aufgrund von Doping gesperrt wurde, war er nicht Teil des Kaders bei diesem Turnier.